# Imlay City
Imlay City é uma cidade localizada no estado americano de Michigan, no Condado de Lapeer.

## Demografia
Segundo o censo americano de 2000, a sua população era de 3869 habitantes.
Em 2006, foi estimada uma população de 3830, um decréscimo de 39 (-1.0%).

## Geografia
De acordo com o United States Census Bureau tem uma área de
5,9 km², dos quais 5,9 km² cobertos por terra e 0,0 km² cobertos por água.

## Localidades na vizinhança
O diagrama seguinte representa as localidades num raio de 20 km ao redor de Imlay City.